# Nevidzany (district de Prievidza)
Nevidzany (hongrois : Nevigyén) est un village de Slovaquie situé dans la région de Trenčín.

## Histoire
La première mention écrite du village date de 1229.

## Démographie

### Évolution de la population
| Année:               | 1994. | 2004.   | 2014.   | 2024.   |
| -------------------- | ----- | ------- | ------- | ------- |
| Nombre de personnes: | 301   | 297     | 305     | 298     |
| Différence:          |       | -1,32 % | +2,69 % | -2,29 % |

| Année:               | 2023. | 2024.   |
| -------------------- | ----- | ------- |
| Nombre de personnes: | 301   | 298     |
| Différence:          |       | -0,99 % |